# Greslania
Greslania Balansa, 1872 è un genere di bambù appartenente alla famiglia delle Poacee. È l'unico genere della sottotribù Greslaniinae K.M.Wong & W.L.Goh, 2016.

## Etimologia
Il nome del genere è stato dato in onore di Evenor de Greslan (1838 - 1900), studioso francese di agronomia. Il nome scientifico del genere è stato definito dal botanico francese Benedict Balansa (1825-1891) nella pubblicazione "Bulletin de la Société Botanique de France. Paris - 19: 319." del 1873. Il nome scientifico della sottotribù è stato definito dai botanici contemporanei Khoon Meng Wong e W.L. Goh nella pubblicazione "Sandakania. Sandakan - 22: 23. 2016" del 2016.

## Descrizione

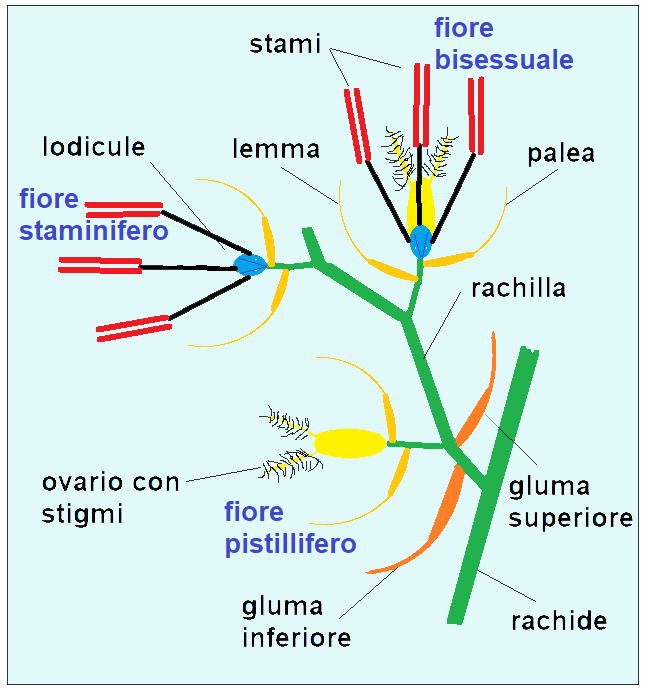
Spighetta generica con tre fiori diversi

Il portamento delle specie di questa sottotribù è arbustivo con culmi legnosi e eretti (altezza massima 3,5 metri). Le radici in genere sono del tipo fascicolato derivate da rizomi pachimorfi. Gli internodi sono affusolati. È presente un solo ramo per nodo (oppure è assente).
Le foglie lungo il culmo sono disposte in modo alterno, sono distiche e si originano dai vari nodi. Sono composte da una guaina, una ligula e una lamina. Le venature sono parallelinervie. La forma della lamina è lanceolata o oblunga o ovata; la consistenza delle foglie è coriacea. Le guaine, fimbriate oppure no, sono prive di padiglioni auricolari. Le ligule sono membranose e cigliate. Le foglie del fogliame sono simili alle foglie del culmo.
- Infiorescenza principale (sinfiorescenza o semplicemente spiga): le infiorescenze sono per lo più estesamente ramificate ed hanno la forma di una grande pannocchia aperta; sono inoltre sottese dal alcune bratee glumacee con forme spatolate o fogliacee. Le spighette fertili sono sessili o pedicellate.
- Infiorescenza secondaria (o spighetta): le spighette, con forme lanceolate o ovate e compresse lateralmente, sono formate da un fiore sotteso da due brattee chiamate glume (inferiore e superiore). Alla base di ogni fiore sono presenti due brattee: la palea e il lemma. La rachilla si estende oltre il fiore. La disarticolando avviene sotto ogni fiore fertile.

- Glume: le glume sono persistenti, più corte delle spighette e più sottili dei lemmi. La glume abassiale ha delle forme ovate e una consistenza scariosa ed è priva di ciglia; possiede inoltre 7-8-9 venature longitudinali; l'apice è troncato o ottuso o acuminato. La glume superiore ha delle forme ellittiche o oblunghe o ovate; è scariosa senza ciglia e con 11 vene.
- Lemmi: i lemmi hanno delle forme lanceolate o oblunghe o ovate; la consistenza è coriacea; sono privi di ciglia e di ali e possiedono 5-7-9 venature longitudinali. La superficie è priva di rughe e di solchi. L'apice è acuto o ottuso.
- Palee: le palee sono lunghe come i lemmi; la consistenza è coriacea; le venature sono 4-5-6.

I fiori fertili sono attinomorfi formati da 3 verticilli: perianzio ridotto, androceo  e gineceo.
- Formula fiorale:

- , P 2, A (1-)3(-6), G (2–3) supero, cariosside.

- Il perianzio è ridotto e formato da tre lodicule, delle squame, poco visibili (forse relitto di un verticillo di 3 sepali). Le lodicule sono glabre o cigliate.

- L'androceo è composto da 3 stami ognuno con un breve filamento libero, una antera e due teche. Le antere sono basifisse con deiscenza laterale. Il polline è monoporato.

- Il gineceo è composto da 3-(2) carpelli connati formanti un ovario supero. L'ovario, glabro, ha un solo loculo con un solo ovulo subapicale (o quasi basale). L'ovulo è anfitropo e semianatropo e tenuinucellato o crassinucellato. Lo stilo, breve, è unico con tre stigmi papillosi.

I frutti sono del tipo cariosside, ossia sono dei piccoli chicchi indeiscenti, ovoidali o oblunghe, nei quali il pericarpo è formato da una sottile parete che circonda il singolo seme. In particolare il pericarpo, carnoso e succulento, è aderente ma facilmente può essere rimosso dal rivestimento del seme. L'endocarpo non è indurito e l'ilo è lungo e lineare. L'embrione è provvisto di epiblasto. I margini embrionali della foglia si sovrappongono. La fessura scutellare è assente.

## Biologia
In generale nelle erbe delle Poaceae la fecondazione avviene fondamentalmente tramite l'impollinazione dei fiori per via  anemogama. Gli stigmi piumosi sono una caratteristica importante per catturare meglio il polline aereo.
I semi cadendo a terra, dopo aver eventualmente percorso alcuni metri a causa del vento (dispersione anemocora) sono dispersi soprattutto da insetti tipo formiche (mirmecoria).

## Distribuzione e habitat
Le specie di questo genere si trovano nella Nuova Caledonia con habitat tropicali.

## Tassonomia
La famiglia delle Poaceae comprende circa 800 generi e oltre 9000 specie. È una delle famiglie più numerose e più importanti del gruppo delle monocotiledoni. La famiglia è suddivisa in 12 sottofamiglie, il genere Greslania appartiene alla sottofamiglia Bambusoideae (tribù Bambuseae). È l'unico genere della sottotribù Greslaniinae K.M.Wong & W.L.Goh, 2016.
Comprende 2 specie:
- Greslania circinata Balansa, 1873
- Greslania rivularis Balansa, 1873

### Filogenesi
Il genere Greslania (e quindi la sottotribù Greslaniinae) insieme ad alcune sottotribù della tribù Bambuseae (Bambusinae, Dinochloinae, Hickeliinae, Holttumochloinae, Melocanninae, Racemobambosinae e Temburongiinae) è descritto all'interno del "clade paleotropicale". All'interno di questo clade Greslaniinae risulta formare un "gruppo fratello" con la sottotribù Dinochloinae. Buona parte delle specie di questo gruppo sono esaploidi o superiori con una storia poliploide che coinvolge antenati che erano strettamente legati all'antenato delle Arundinarieae (la tribù "basale" della sottofamiglia Bambusoideae).
In alcuni studi questo genere fa parte della sottotribù Bambusinae.